# 圣费德里科拱廊街
圣费德里科拱廊街（Galleria San Federico）位于都灵市中心，建于1932-1933年，由建筑师费德里科·卡诺瓦设计，为“T”形平面，三个出口分别设在罗马街（via Roma）、贝尔托拉街（via Bertola）和圣德肋撒街（via Santa Teresa）。拱廊街开设众多店铺、写字楼和电影院。

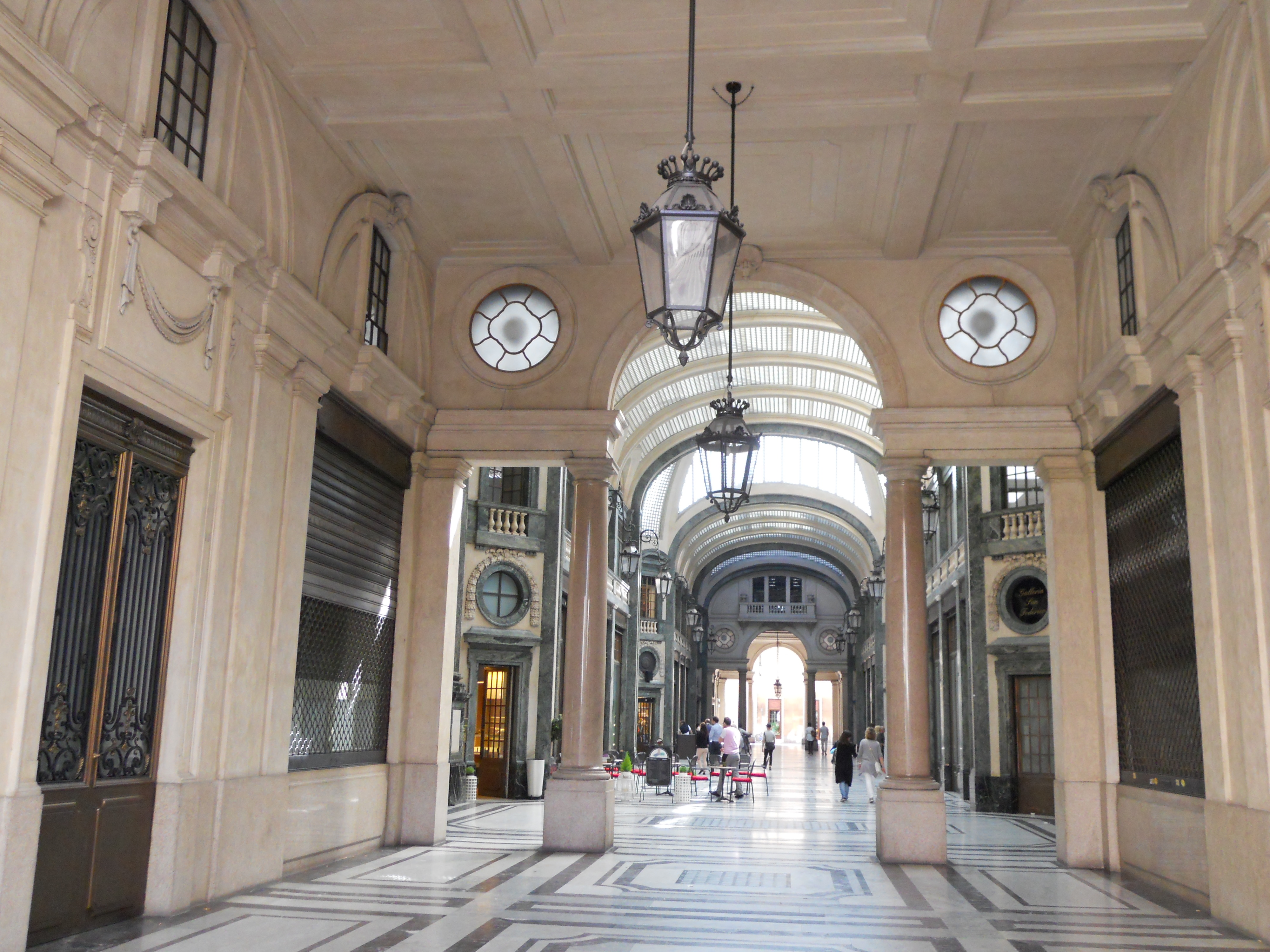
内部

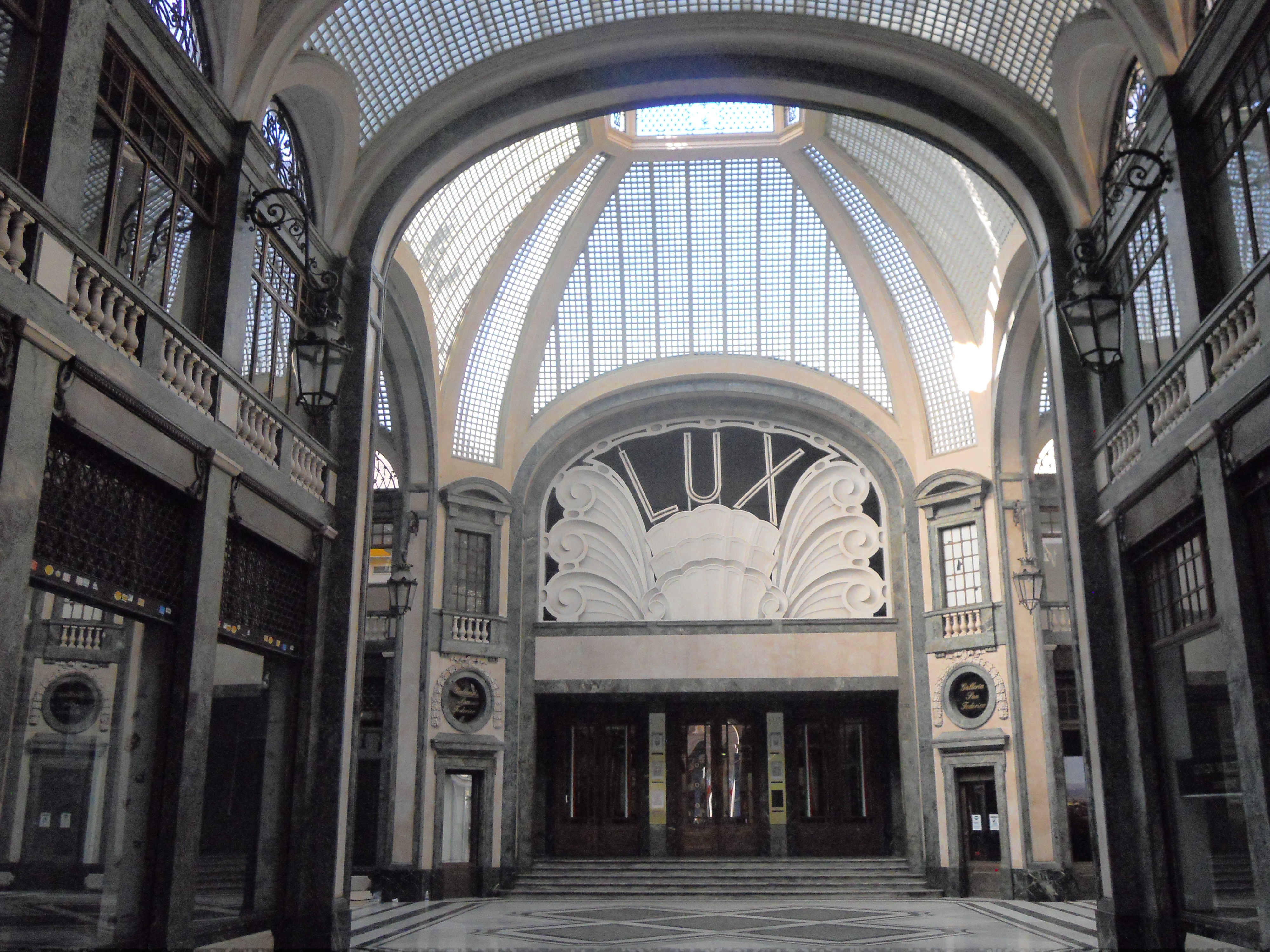